# 坦度螺酮
坦度螺酮（英語：Tandospirone），是一款在中國與日本經常被用作為抗焦虑药與抗抑鬱藥的藥物。坦度螺酮為氮哌酮，哌嗪一員，化學結構上與丁螺環酮相似。
1. 药理作用
坦度螺酮主要通过选择性作用于脑内的5-羟色胺1A（5-HT1A）受体来发挥其抗焦虑效果它主要作用于情感中枢，如海马和杏仁核，通过调节5-HT的释放和受体活性来减轻焦虑症状，而不影响其他神经递质系统，因此具有较少的镇静和肌肉松弛副作用
2.适应症
适应症神经症所致的焦虑状态：如广泛性焦虑症、躯体疾病伴发的焦虑状态：如原发性高血压、消化性溃疡等躯体疾病伴随的焦虑症状。
1. ↑  . 北京: 人民卫生出版社. 2019: 第六章 治疗精神障碍药_(三)抗焦虑药_135.坦度螺酮 Tandospirone. ISBN 978-7-11-728501-8.
2. ↑  . 北京: 人民卫生出版社. 2019: 第六章 治疗精神障碍药_(三)抗焦虑药_135.坦度螺酮 Tandospirone. ISBN 978-7-11-728501-8.